# Abby Quinn
Abby Quinn (Estados Unidos, 14 de abril de 1996) é uma atriz norte-americana.